# Якерсон, Иосиф Шаломович
 Якерсон Иосиф Шаломович  (род. 2 июня 1936, Ленинград) - российский и израильский художник, театральный художник.

## Биография
Иосиф Якерсон родился в 1936 году. Образование получил в Средней Художественной школе (СХШ), а затем в Ленинградском академическом институте живописи, скульптуры и архитектуры имени И. Е. Репина при Российской Академии художеств, который закончил в 1960 году. Но еще до получения профессионального диплома его работы представлялись на международных выставках во Франции (1947 г.), на VI Всемирном фестивале молодёжи и студентов в Москве (1957 г.), в  Германии (1958 г.). В последующие годы вплоть до 1973-го его работы были представлены на нескольких  городских, региональных и всесоюзных выставках (1960, 65, 71 г.г.). 
В 1973 году художник репатриировался в Израиль. С этого времени его работы экспонировались на многих персональных и коллективных выставках в Израиле, США, России, Швейцарии и Австралии. 

## Персональные выставки
- Иерусалимский театр (1974)
- Музей Герцлии (1977)
- Музей Рамат-Гана (1977)
- Галерея Нора (Иерусалим, 1977)
- Международный христианский информационный центр (Иерусалим, 1980, 1984)
- Галерея изящных искусств Эдуарда Нахамкина (Нью-Йорк, 1986, 1988)
- Форум трех художников (Галерея изящных искусств, Нью-Йорк, 1986)
- Во время церемонии вручения израильской премии Розы Эттингер в Институте Ван Лира (Иерусалим, 1987 г.)
- Мраморный дворец (Россия, Санкт-Петербург, 1992 г.)
- Театр «Габима» во время спектакля «Закат» (Тель-Авив, 1986)

- Живопись маслом
- Кафе встреч. 1964 г.
- Пьющий стеклодув. 1964 г.
- Летний каток. 1976 г.
- Старинные музыкальные инструменты (Япония). 2007 г.
- Цветы. 1994 г.
- Апельсиновое дерево. 1991 г.

## Театральные работы
- опера “Набукко” Джузеппе Верди в Боннской опере в Германии. Режиссер Юрий Любимов
- балет “Дон Кихот” Л. Минкуса в Словенском национальном театре оперы и балета. Балетмейстер Валерий Панов
- совместная постановка театра “Габима” и Беэр-Шевского театра спектакля “Добрый человек из Сезуана” Бертольта Брехта. Режиссер Юрий Любимов
- спектакль “Закат” Исаака Бабеля в театре “Габима”. Режиссер Юрий ЛюбимовСкульптурный портрет Валерия Панова

- Театральные работы
- Набукко
- Закат
- Сказки Пушкина
- Дело Дрейфуса
- Доктор Живаго
- Кармен-сюита

## Музеи, галереи и частные коллекции
Работы художника находятся в:
- Ватиканском музее современного искусства
- музее Яд Вашем
- музее Герцлии, собрание Христианского информационного центра в Израиле
- Новгородском музее
- Музее артиллерии Санкт-Петербурга
- музее в Киришах, Ленинградской области
- частной коллекции Её Величества Королевы Нидерландов
- частной коллекции D. Bosky в Лондоне
- частной коллекции Эдуарда Нахамкина в Майами, Флорида
- музее Вассар-колледжа (Нью-Йорк)
- коллекции музея Нортона Доджа (США)
- Художественный музей Циммерли при Ратгерском университете, Нью-Брансуик (Нью-Джерси)
- частной коллекции Натана Бермана (Nathan Berman — Metro Loft NYC)

## Преподавание
Иосиф Якерсон преподавал живопись и рисунок в Хайфском университете, в колледже искусств и школе искусств Беэр-Шевы, в частных классах. 

В учебных целях он создавал много уникальных скульптур.
- Учебные пособия
- Части лица
- Копия головы со скульптуры Донателло
- Голова лошади
- Анатомические скульптуры (экорше)
- Анатомические скульптуры (экорше)

## Публикации
- В 1979 году статья Якерсона «Художник об искусстве» была опубликована в журнале «The 22 Magazine», в номерах 7 и 8. На основе обширного фактического материала художник предлагает и конструирует циклический сценарий развития мирового искусства, признавая внутренние правила искусства как такового. В статье анализируется взаимодействие художника и искусства, художника и общества на различных этапах художественного развития.
- статья «Жив Господь! Начнем!» – это речь Якерсона на присуждении ему премии Фонда  им. Р.Н. Эттингер для деятелей культуры – репатриантов из СССР в Израиле. Впервые напечатана в журнале «The 22 Magazine», №64, март-апрель 1989 г.

## Альбомы избранных работ
- Журнал ART of RUSSIA and the WEST, №1, март 1989 г. Автор Михаил Шемякин
- Josef Jackerson. Eduard Nakhamkin Fine Arts, New York, NY
- Jackerson Josef. Selected Works of Art. 2003 (ISBN 965-555-124-5)
- Jackerson Josef. Selected Works of Art. Selected Drawings, Moсkups and Study Aids. 2003 (ISBN 965-90532-0-7)
- Jackerson Josef. Selected Works of Art. Still Lifes, Drawings and Other Works. 2005 (ISBN 965-90532-1-5)

- Рисунки

## Семья
Первая семья — жена Галина Барвинок, сын Александр
После репатриации в Израиль женат во второй раз. Жена — Светлана Штутина-Якерсон, падчерица Анна